# Habropoda laboriosa
La abeja Habropoda laboriosa es una especie nativa de los Estados Unidos de la familia Apidae. Las hembras miden de 15.5  a 16mm, los machos de 13 a 14 mm. 
Es el polinizador más eficiente de los arándanos. Las flores requieren polinización vibratoria. Sólo ciertas especies de abejas y abejorros practican este proceso. La abeja doméstica no lo hace. Se calcula que cada abeja puede polinizar 50.000 frutas con un valor comercial de $20.00.